# Pelucas y Rokanrol
Pelucas y Rokanrol es una película cómica colombiana de 2018 dirigida y protagonizada por Mario Duarte. Escrita por Mario Duarte y Lina Dorado. Filmada en la ciudad de Bogotá, la película cuenta con un reparto conformado además por Nina Caicedo, Nicolás Montero, Diego León Hoyos, Hernán Cabiativa y Clara Sofía Arrieta.

## Sinopsis
Dino González tiene la apariencia de un roquero de vieja guardia. Vive en el sector de Chapinero y se desempeña como peluquero. Por cuestiones del destino se ve enredado con una sargento de policía que inicialmente lo ve como un delincuente y quiere enviarlo a prisión, pero con el paso del tiempo empieza a cambiar su concepción acerca de Dino.

## Reparto
- Mario Duarte
- Nina Caicedo
- Nicolás Montero
- Diego León Hoyos
- Hernán Cabiativa
- Clara Sofía Arrieta